# Église Notre-Dame-de-la-Conception d'Angra do Heroísmo
 (février 2023).
Si vous disposez d'ouvrages ou d'articles de référence ou si vous connaissez des sites web de qualité traitant du thème abordé ici, merci de compléter l'article en donnant les références utiles à sa vérifiabilité et en les liant à la section « Notes et références ».
En pratique : Quelles sources sont attendues ? Comment ajouter mes sources ?
L'église Notre-Dame-de-la-Conception (portugais : igreja de Nossa Senhora da Conceição) est situé dans le centre historique de la ville d'Angra do Heroísmo, sur l'île de Terceira, aux Açores (Portugal). Avec la cathédrale da Sé, ce sont les plus anciennes églises de la ville.

## Histoire
Elle remonte à la chapelle primitive Notre-Dame-de-la-Conception, construite entre 1460 et 1474, à l'initiative d'Álvaro Martins Homem, l'un des premiers colons d'Angra. Il était également responsable, à la même période, de la construction de l'ermitage original de São Salvador, actuellement la cathédrale.
Bien que la date de sa construction soit inconnue, Alfredo da Silva Sampaio mentionne que le plus ancien document connu concernant l'Igreja da Conceição est une charte de João III du Portugal, adoptée le 26 mars 1553, déterminant à l'évêque que l'ermitage devienne le siège de la paroisse du même nom.
Au fil des siècles, elle a subi plusieurs reconstructions. Endommagée par le séisme de 1980, elle sera rouverte au culte en 1987.
Elle est classée comme immeuble d'intérêt public, classement dû à l'inclusion dans l'ensemble classé de la zone centrale de la ville d'Angra do Heroísmo.

## Caractéristiques
Extérieurement, l'église présente des lignes sobres et harmonieuses. À l'intérieur, elle est divisée en trois nefs. L'entrée est abritée par un pare-vent, au-dessus duquel se trouve un grand chœur, avec un petit orgue. Le chœur possède plusieurs retables.

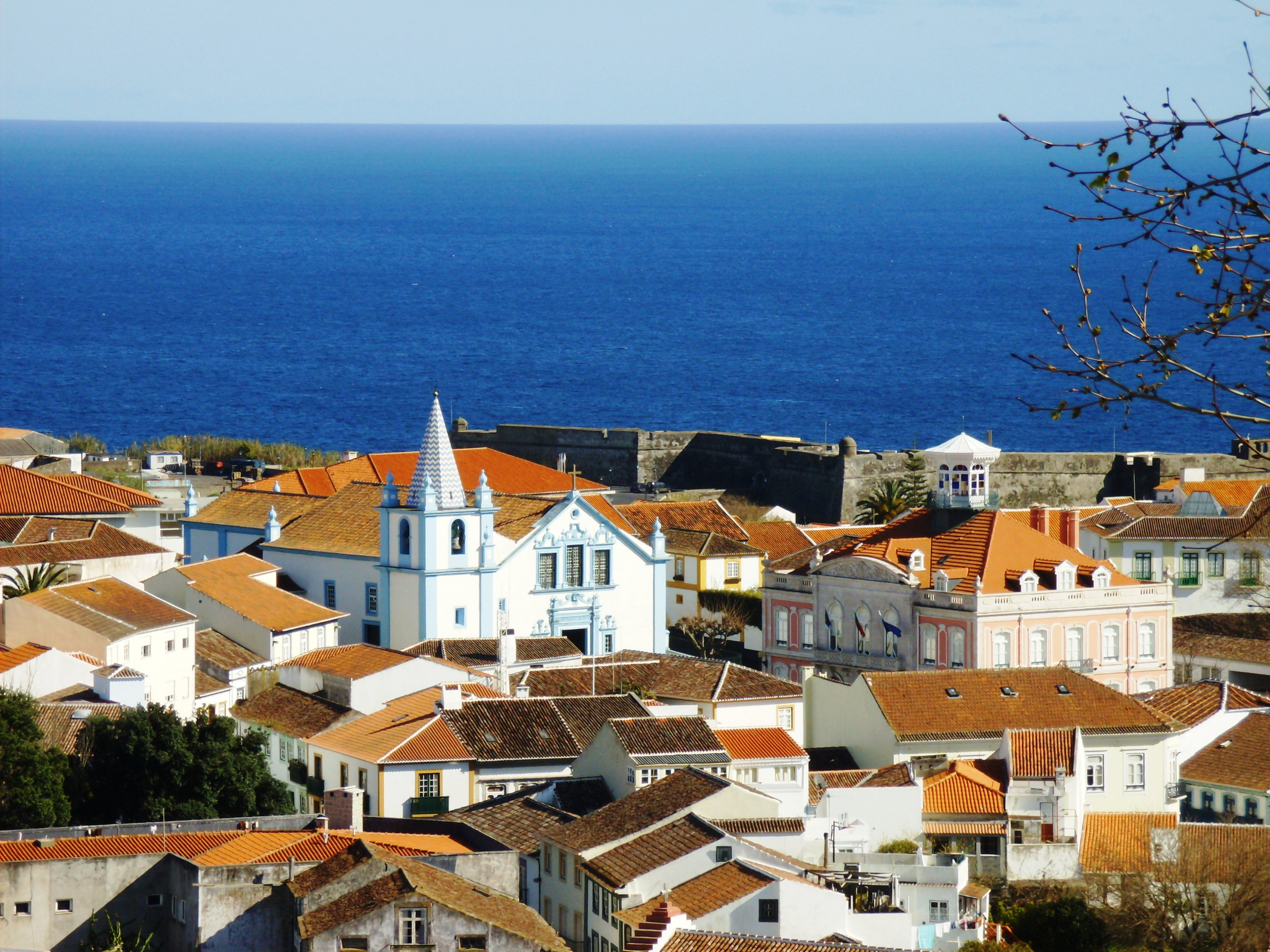
Église de Conceição, Angra : en arrière-plan le Fort de São Sebastião

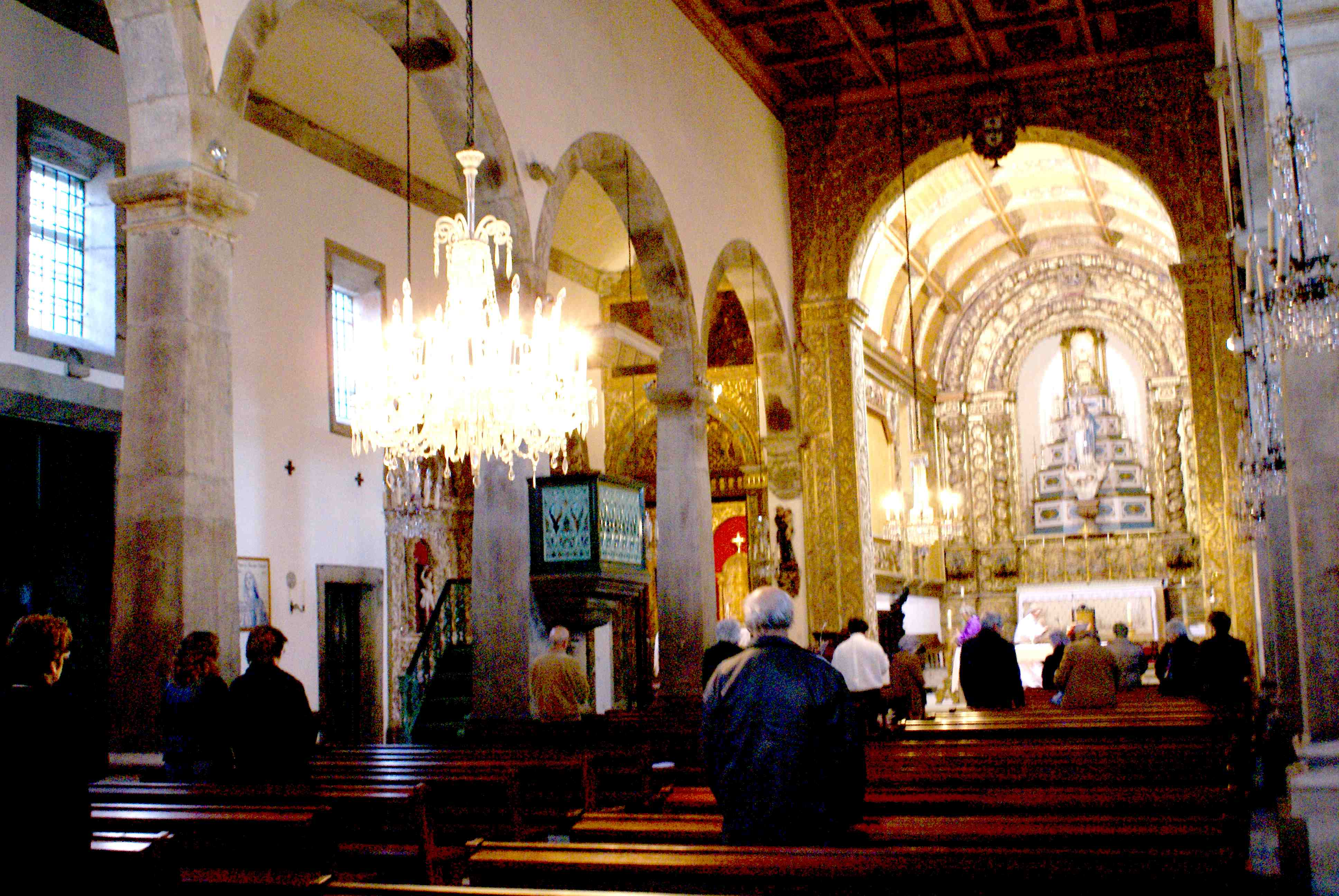
Église Conceição, Angra : intérieur.

## Source de traduction
- (pt) Cet article est partiellement ou en totalité issu de l’article de Wikipédia en portugais intitulé « Igreja de Nossa Senhora da Conceição (Angra do Heroísmo) » (voir la liste des auteurs).